# 도신고복로
도신고복로(Dosingobok-ro)는 충청남도 공주시 의당면에서 세종특별자치시 연서면 성제삼거리를 잇는 도로이다.

## 주요 경유지
충청남도
- 공주시 의당면

세종특별자치시
- 연서면

## 노선
| 이름            | 접속 노선                     | 소재지         | 소재지 | 비고 |
| --------------- | ----------------------------- | -------------- | ------ | ---- |
| (이름없음)      | 지방도 제691호선 (의당전의로) | 공주시         | 의당면 |      |
| 쌍류삼거리      | 비암로                        | 세종특별자치시 | 연서면 |      |
| (이름없음)      | 솔티로                        | 세종특별자치시 | 연서면 |      |
| 용암삼거리      | 와룡로                        | 세종특별자치시 | 연서면 | ㆍ   |
| 성제삼거리      | 연서로                        | 세종특별자치시 | 연서면 |      |
| 월하천로와 직결 |                               |                |        |      |

## 주요 건물 및 시설
- 세종북부소방서연서119안전센터 (도산고복로 306/청라리 297)
- 고복1리마을회관 (도산고복로 1061/고복리 108-6)